# Chouette
Pour les articles homonymes, voir Chouette (homonymie).
Taxons concernés
- Famille : Strigidae Vigors, 1825
- Espèces :
  - Voir textemodifier

Chouette est le nom vernaculaire de certains oiseaux de l'ordre des Strigiformes, qui regroupe 254 espèces, caractérisées comme des rapaces solitaires et nocturnes.
Les chevêches sont en principe plus petites que les autres chouettes. Les chouettes se distinguent des hiboux par l'absence d'aigrettes sur la tête (faisceaux de plumes qui, dans le cas du hibou, donnent l'impression d'oreilles ou de cornes, mais qui ont en fait un rôle de communication).
Sous cette appellation se retrouvent également des rapaces nocturnes appartenant à la famille des Tytonidae.

## Étymologie
Le terme « chouette » dériverait de l'ancien français choue, supposé être issu du vieux bas francique *kawa et du suffixe diminutif -ette, et partagerait la même étymologie que le terme choucas, un corvidé. La même racine semble se retrouver d'ailleurs dans de nombreuses langues nord-européennes comme dans kaie en norvégien.
Les premières attestations du terme, dont est issu « chouette » en français, datent du XIe siècle sous la forme de çuete, chouate ou même choe.

## Biologie
Les chouettes chassent principalement de petits mammifères (surtout de petits rongeurs), des insectes, des serpents ainsi que d'autres oiseaux.
Certaines espèces se sont spécialisées dans la pêche. On trouve des chouettes sur toute la surface de la terre, à l'exception de l'Antarctique, d'une grande partie du Groenland, ainsi que de certaines îles lointaines.
La chouette peut pivoter sa tête à 270° (contre 120° chez les humains).

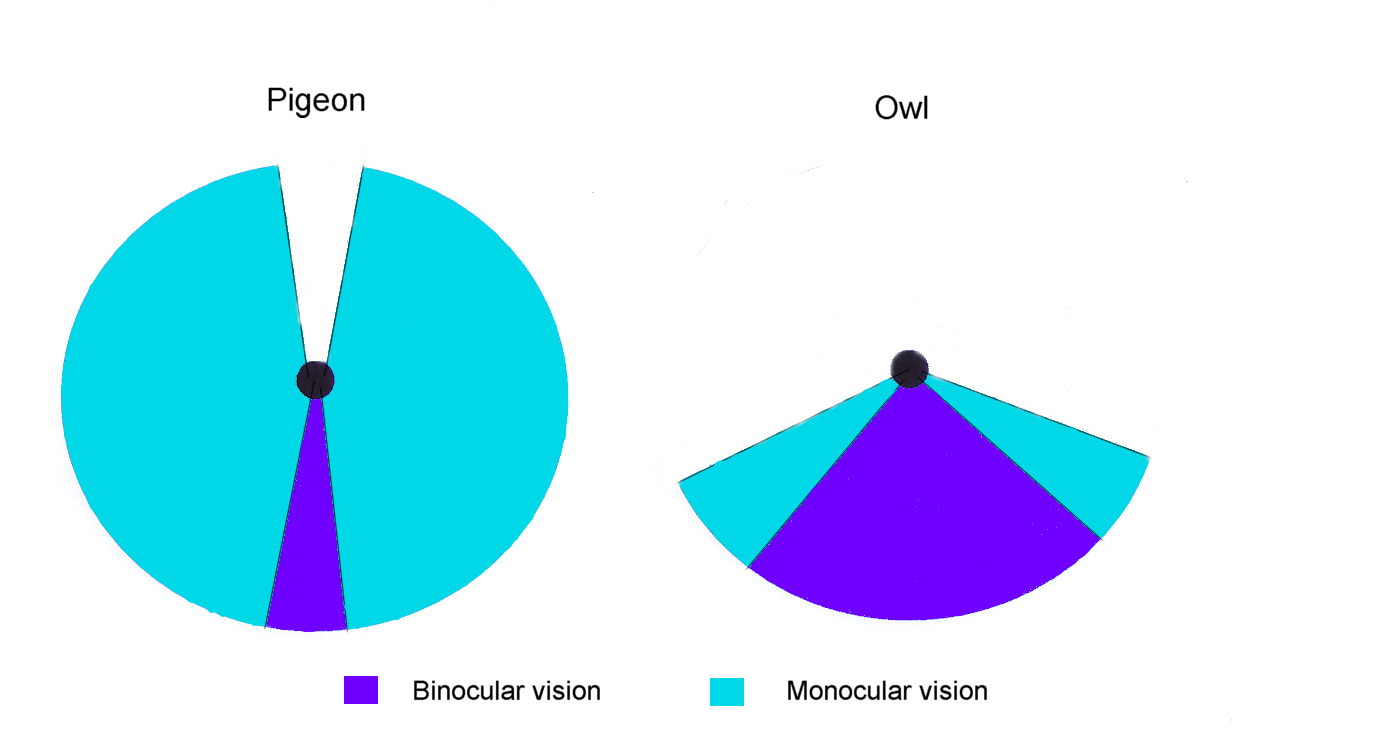
À droite : champ de vision d'une chouette hulotte et à gauche : d'un pigeon :
Vision binoculaire
Vision monoculaire

Ses yeux, bien qu'imposants avec leurs disques faciaux arrondis qui recouvrent la moitié de la tête, ne lui permettent de bien voir que sur un faisceau de 70° sur un champ de vision total de 180°. Ces grands yeux frontaux traduisent une acuité visuelle accrue et une vision binoculaire qui permet de mieux apprécier les distances, les reliefs, les mouvements, notamment ceux des proies en déplacement.
L'ouïe de cet oiseau est très développée, faisant de lui un grand chasseur. Ses oreilles, situées asymétriquement (l'oreille droite est plus haute que l'oreille gauche), captent les variations de temps d'arrivée des ondes sonores de ses proies, lui permettant ainsi de les localiser. Ainsi, dans le cas d'une proie qui tente de s'enfuir, la chouette la localise par la provenance des sons et n'a pas besoin de la voir pour la chasser.
La chouette est très silencieuse en vol, ce qui lui permet d'approcher ses proies sans être entendue.

## État des populations, menaces
Dans les paysages anthropisés et artificialisés (villes, zones périurbaines, zones d'agriculture intensive, bords de routes...), la plupart des rapaces nocturnes ont disparu d'une partie importante de leur aire naturelle ou potentielle de répartition ou, sur les bords de route, les milieux sont devenus pour eux des puits ou des pièges écologiques. Ainsi, les chouettes sont très sur-représentées parmi les oiseaux tués par les véhicules (phénomène dit de « roadkill »).
Les oiseaux nocturnes, éblouis par les phares ou les luminaires alors qu'ils chassent de nuit, sont souvent percutés par les véhicules.
Comme tous les rapaces, ces oiseaux sont aussi sensibles à la bio-accumulation dans le réseau trophique de certains polluants (pesticides) ou poisons (raticides, souricides...) utilisés dans la lutte contre certains petits mammifères.

## Espèces
- du genre Strix :
  - Strix seloputo – Chouette des pagodes
  - Strix ocellata – Chouette ocellée
  - Strix leptogrammica – Chouette leptogramme
  - Strix aluco – Chouette hulotte
  - Strix nivicolum – Chouette de l'Himalaya
  - Strix butleri – Chouette de Butler
  - Strix occidentalis – Chouette tachetée
  - Strix varia – Chouette rayée
  - Strix sartorii – Chouette du Mexique
  - Strix fulvescens – Chouette fauve
  - Strix hylophila – Chouette dryade
  - Strix chacoensis – Chouette du Chaco
  - Strix rufipes – Chouette masquée
  - Strix uralensis – Chouette de l'Oural
  - Strix davidi – Chouette du Sichuan
  - Strix nebulosa – Chouette lapone
  - Strix woodfordii – Chouette africaine
  - Strix virgata – Chouette mouchetée
  - Strix albitarsis – Chouette fasciée
  - Strix nigrolineata – Chouette à lignes noires
  - Strix huhula – Chouette huhul

- du genre Pulsatrix :
  - Pulsatrix perspicillata – Chouette à lunettes
  - Pulsatrix koeniswaldiana – Chouette à sourcils jaunes
  - Pulsatrix melanota – Chouette à collier

parfois également incluses :
- Chouette à joues blanches † — Sceloglaux albifacies † Gray, 1844
- Chouette chevêche — Athene noctua (Scopoli, 1769)
- Chouette chevêchette — Glaucidium passerinum (Linnaeus, 1758)
- Chouette de la Réunion † — Mascarenotus grucheti † Mourer-Chauviré, Bour, Moutou & Ribes, 1994
- Chouette de Tengmalm ou Chouette boréale — Aegolius funereus (Linnaeus, 1758)
- Chouette effraie — Tyto alba (Scopoli, 1769) désormais dénommée Effraie des clochers (famille des Tytonidae)
- Chouette épervière — Surnia ulula (Linnaeus, 1758)
- Chouette harfang — Bubo scandiacus (Linnaeus, 1758)
- ainsi que les chouettes-pêcheuses, du genre Scotopelia :
  - Scotopelia peli — Chouette-pêcheuse de Pel
  - Scotopelia ussheri — Chouette-pêcheuse rousse
  - Scotopelia bouvieri — Chouette-pêcheuse de Bouvier

## Symbolique

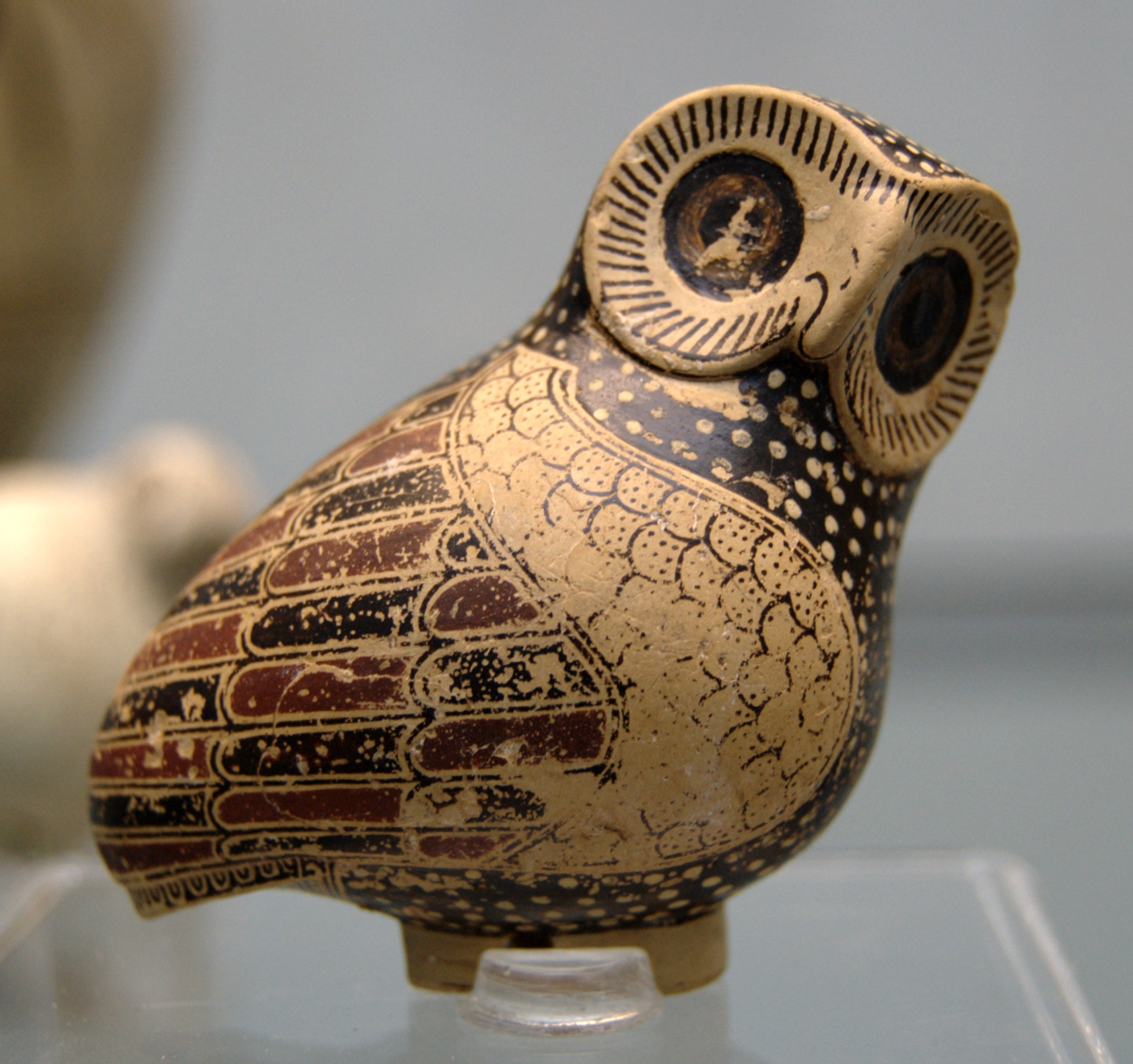
Aryballe protocorinthien en forme de chouette, vers 630 av. J.-C.

La symbolique de la chouette est multiple et très variée :
- la chouette chevêche[11] est symbole de la sagesse dans le monde antique. Elle est liée à la déesse grecque Athéna, à laquelle Homère attache déjà l'épithète de glaukopis (« aux-yeux-de-chevêche »)[12], peut-être pour sa perspicacité dans les ténèbres (de la nuit pour l'oiseau et de l'ignorance pour la déesse). Déesse des Arts et de la sagesse, de la guerre défensive et de l'activité intelligente, elle prête son symbole ailé à la ville d'Athènes, qui frappe monnaie à l'effigie de l'animal qui se retrouve actuellement sur la pièce grecque de un euro. Dans de nombreuses institutions (écoles, universités), la chouette fait partie des armes héraldiques ;
- dans le monde romain, les termes striga (sorcière) et strix (chouette/stryge) sont utilisés en parallèle. On accuse les oiseaux nocturnes de boire le sang des enfants pendant la nuit (d'où le mythe des stryges). Les Romains empruntent aux Grecs leur vision des chouettes. Ils y voient aussi un symbole de mort, car elles volent de nuit et nichent en des lieux difficiles d'accès. Voir une chouette de jour devient alors un mauvais présage ;
- au Moyen Âge, elle est associée à la rouerie et à la tromperie : elle profite de la nuit pour chasser, moment où ses proies sont souvent « aveugles » tandis qu'elle voit clair. On la cloue donc devant sa porte pour conjurer le mauvais sort[13] ;
- dans l'armée française, elle est le symbole du commandement du renseignement[14]. L'ANAJ-IHEDN édite également une revue baptisé "La Chouette" en référence à Athéna[15] ;
- pour les Roumains, le cri de la chouette annonce le décès proche de quelqu'un vivant dans le voisinage. Cette croyance se retrouve dans certaines régions françaises, mais ici associée au décès d'un être proche au niveau familial ;
- son caractère nocturne lui vaut aussi une connotation démoniaque : elle se retrouve être l'animal de compagnie des sorcières (voir les familiers dans Harry Potter) ;
- sa capacité à voler en silence, sa couleur blanche et son cri strident, expliquent le nom de la chouette effraie (dite aussi Dame Blanche), et sa présence dans de nombreuses histoires de fantômes ;
- la chouette chevêche, attribut de la déesse grecque de la sagesse, est le symbole de l’École nationale supérieure de l'aéronautique et de l'espace (ISAE-SUPAERO).

Au Japon, les chouettes sont des symboles positifs ou négatifs en fonction de leur espèce. Les chouettes effraies sont démoniaques alors que les chouettes hulottes sont des messagères des dieux.

## Culture
- Petite chouette de François Pompon ;
- Tous les deux ans, au mois de mars, en France et en Belgique francophone, est organisée, par la Fédération des Parcs naturels régionaux de France (PNR) et la LPO, la nuit de la chouette[16] ;
- La Chouette aveugle de Sadegh Hedayat ;
- Les Gardiens de Ga'Hoole de Kathryn Lasky. Série de livres fantasy comprenant 15 tomes se passant dans un monde imaginaire peuplé essentiellement de chouettes et de hiboux[17].

## Écriture
- La chouette est un hiéroglyphe égyptien.

### Documentaires
- La Chouette, le Canard et le Pic, film documentaire réalisé par Charles Patey (dir. scientifique Jorund Rolstad et Erlend Rolstad), SFRS, Paris, 1995, 30 min (VHS)
- Les Ailes de la nuit, film documentaire réalisé par Robert Luquès, Calune productions, Bonnes, 2007, 52 min (DVD)
- L'Héritage de la chouette, série télévisée documentaire (13 épisodes de 26 min) réalisé par Chris Marker (1989)